# 1901年の政治
1901年の政治（1901ねんのせいじ）では、1901年（明治34年）の政治分野に関する出来事について記述する。

## できごと

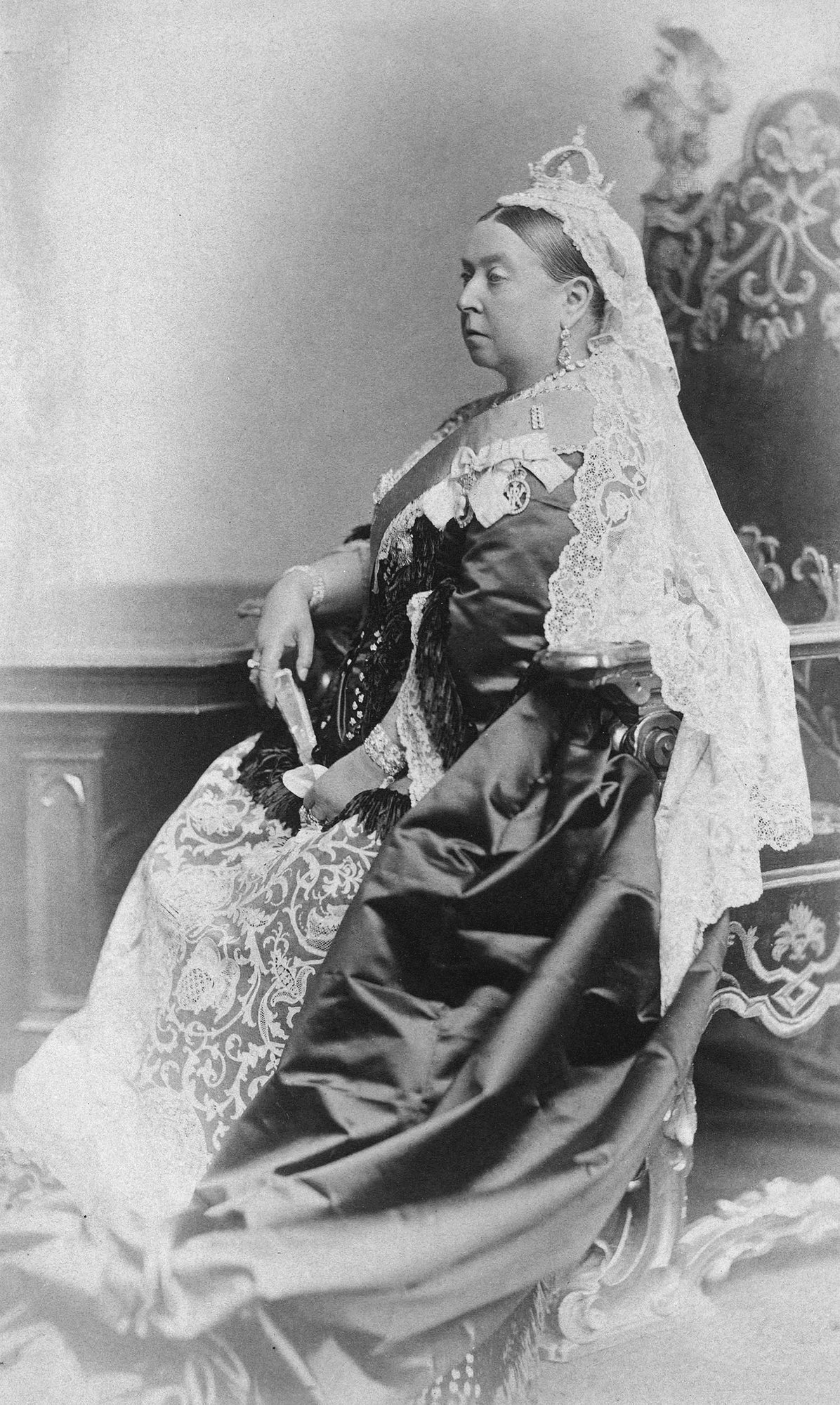
大英帝国の象徴、ヴィクトリア女王崩御

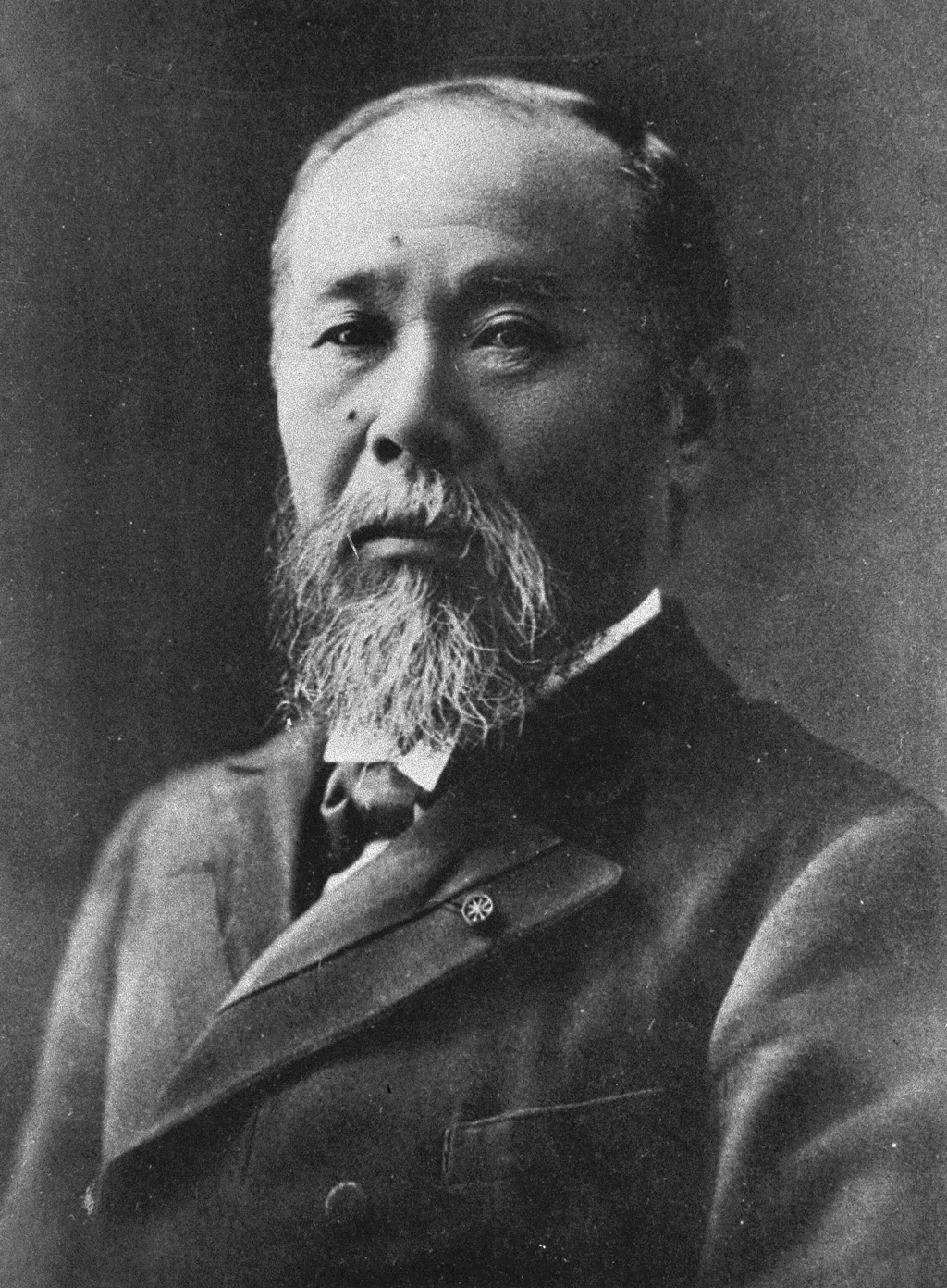
伊藤博文

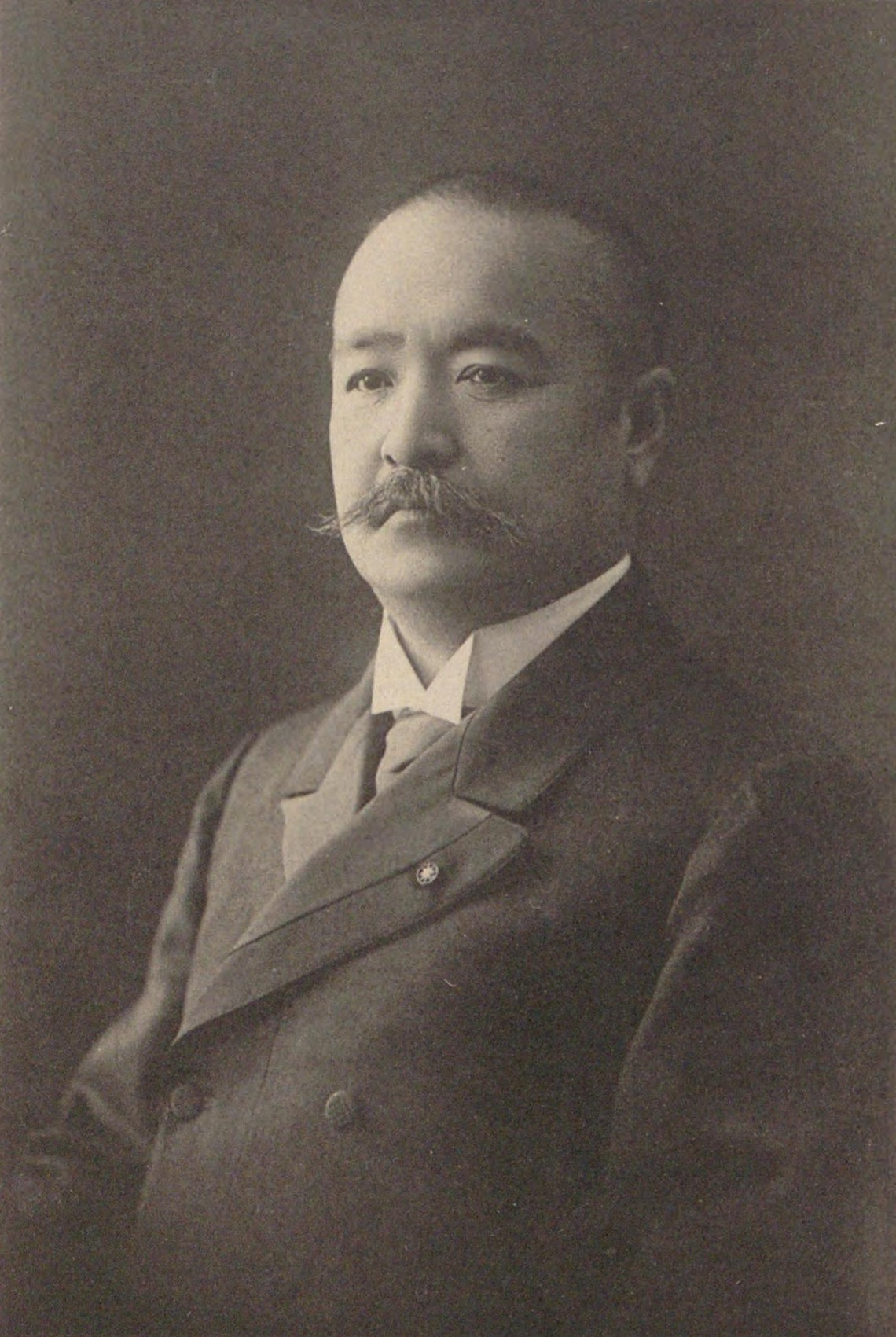
桂 太郎

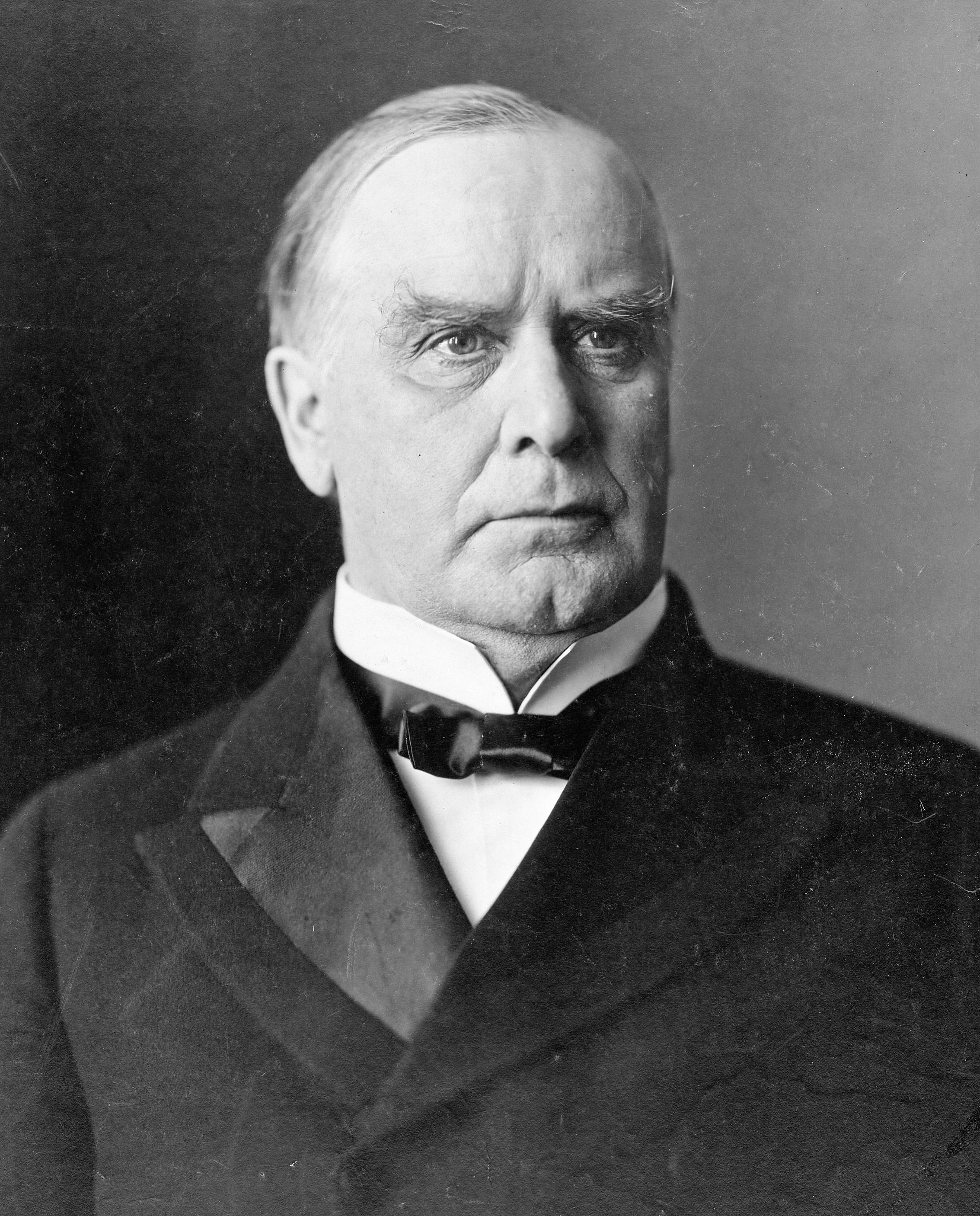
ウィリアム・マッキンリー

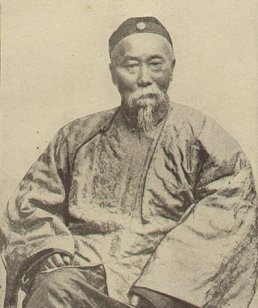
李鴻章

### 1月
- 1月1日
  - イギリス自治領、オーストラリア連邦が成立。
  - ナイジェリアがイギリス保護国になる。
- 1月22日 - イギリスのヴィクトリア女王崩御。

### 2月
- 2月3日 - 国家主義団体・黒龍会が内田良平らによって創立される。

### 3月
- 3月2日 - アメリカ合衆国がプラット修正条項をキューバに強制する。キューバが米国の保護国となる。
- 3月28日 - 北海道法公布。

### 4月
- 4月29日 - 皇太子嘉仁親王（のちの大正天皇）と節子妃（貞明皇后）の間に第一皇子迪宮裕仁親王誕生。のちの昭和天皇。

### 5月
- 5月2日 - 第4次伊藤内閣、閣内不統一を理由に総辞職。
- 5月9日 - オーストラリア・メルボルンで最初の国会が開かれる。
- 5月18日 - 片山潜・幸徳秋水らが社会民主党を結成する（5月20日に禁止される）。
- 5月23日 - 桂太郎に大命降下。

### 6月
- 6月2日 - 第1次桂内閣成立。
- 6月21日 - 星亨暗殺。

### 7月
- 7月1日 - フランスが結社法を制定し、宗教団体などを許可制にする。

### 8月
- 8月21日 - 国際労働組合会議がコペンハーゲンで開催。

### 9月
- 9月6日 - ウィリアム・マッキンリー米大統領が狙撃される。これがもとで9月14日に死亡。
- 9月7日 - 清が列国（英国・仏国・米国・ロシア・ドイツ・日本などの11か国）と北京議定書（辛丑条約）に調印（外国軍隊の北京駐留を承認）
- 9月14日 - W・マッキンリーの死去に伴い、セオドア・ルーズベルトが米国大統領に就任。
- 9月26日 - 西アフリカのアシャンティ王国が滅亡。イギリス植民地となる。

### 10月
- 10月16日 - 日英同盟交渉開始。

### 11月
- 11月7日 - 李鴻章死去。

### 12月
- 12月2日 - 伊藤博文、サンクトペテルブルクでロシア政府と交渉を開始。
- 12月10日 - 足尾銅山鉱毒事件について田中正造が明治天皇に直訴。
- 12月 - ロシアで社会革命党（エスエル）が結成される。